# Sen (film 2008)
Sen (비몽, MOCT: Bi-mong) – południowokoreański film z 2008 roku w reżyserii i ze scenariuszem Kim Ki-duka. Jest piętnastym obrazem w dorobku tego twórcy.

## Zarys fabuły
Od czasu rozstania ze swoją dziewczyną, z czym wciąż nie może się pogodzić, Jin miewa dziwne sny, które później bardzo szczegółowo pamięta. Przypadkowo poznaje Ran, cierpiącą na wyjątkowo ciężką postać lunatyzmu. Nie przerywając snu, dziewczyna jest w stanie nawet prowadzić samochód. Jin odkrywa, że wydarzenia z jego snów pokrywają się bardzo dokładnie z tym, co Ran robi i przeżywa podczas lunatykowania. Ran uważa, że to właśnie przez sny Jina nieświadomie robi rzeczy, na które na jawie nigdy by się nie zdobyła, np. powoduje wypadek samochodowy i ucieka. Odwiedza też nocą swojego byłego chłopaka, od którego bardzo pragnie się uwolnić. Aby się przed tym ustrzec, wspólnie z Jinem postanawia, iż nigdy nie będą spać w tym samym czasie.

## Obsada
- Joe Odagiri jako Jin
- Lee Na-young jako Ran
- Park Ji-ah jako była dziewczyna Jina
- Kim Tae-hyeon jako były chłopak Ran
- Han Gi-joong jako policyjny śledczy
- Chang Mi-hee jako lekarka

i inni

## Produkcja i dystrybucja
Choć głównym językiem filmu jest koreański, jeden z głównych bohaterów, Jin, mówi wyłącznie po japońsku. Pozostałe postacie nie zauważają tego i komunikują się z nim bez trudu, choć każdy mówi w swoim języku. Zabieg ten nie jest w żaden sposób wytłumaczony w fabule filmu.
Film kręcony był w całości w Seulu, którego władze miejskie dofinansowały produkcję. Premiera filmu miała miejsce 26 września 2008 na festiwalu w San Sebastian. Do południowokoreańskich kin wszedł 9 października 2008, a już 22 grudnia tego samego roku trafił do sprzedaży na DVD. W Europie pokazywany był głównie na rozmaitych festiwalach. Jego pierwszy oficjalny pokaz w Polsce, z udziałem m.in. ambasadora Korei Południowej, miał miejsce 26 października 2010 w kinie Muranów w Warszawie w ramach uroczystości otwarcia czwartej edycji Festiwalu Pięć Smaków, poświęconego kinu i kulturze Azji.